# Muschio (endocrinologia)

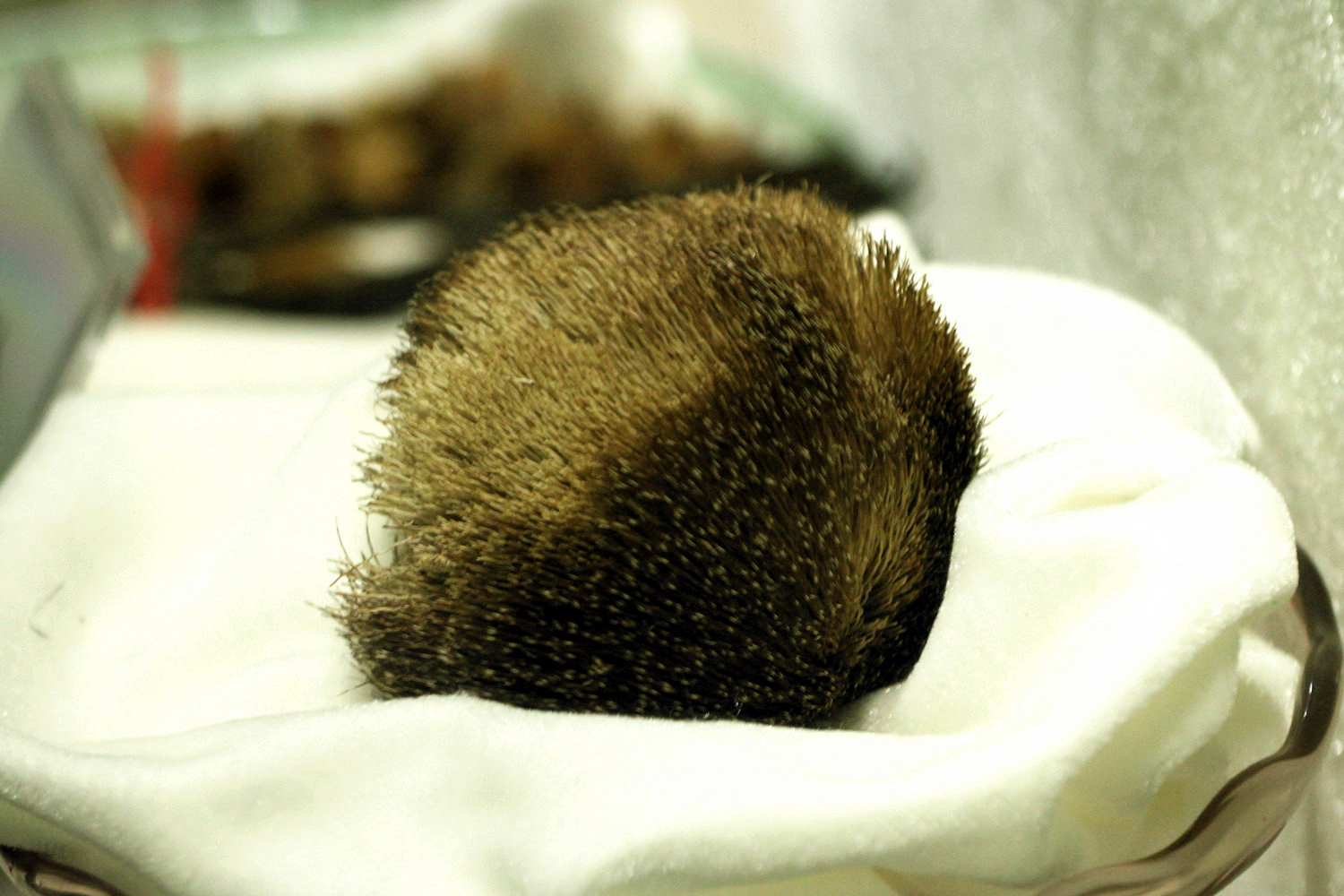
Sacca di muschio

Il muschio è una sostanza che viene secreta dai maschi della famiglia dei Moschidi, ruminanti di piccola taglia presenti nell'Asia centro-orientale e centro-meridionale.
La specie più conosciuta è Moschus moschiferus, animale stanziale che provvede a marchiare il proprio territorio seminandoci le palline di muschio, che si formano in due piccole sacche attaccate sotto la pancia, molto simili a testicoli. Il Mosco lo lascia cadere durante la stagione degli amori, proprio come se fosse un messaggio per le femmine, e contiene tutte le informazioni al suo riguardo: età, salute, patrimonio genetico e potenza sessuale; una vera carta d'identità olfattiva, dall'effetto afrodisiaco.
Tale sostanza ha la funzione di fissativo e per questo viene da tempo impiegata dall'industria profumiera e cosmetica in genere.